# Курчум
Курчу́м (каз. Күршім) — село, центр Курчумського району Східноказахстанської області Казахстану. Адміністративний центр Курчумський сільського округу.
Населення — 8546 осіб (2021; 8490 у 2009, 10502 у 1999, 10478 у 1989).
Національний склад станом на 1989 рік:
- казахи — 56 %
- росіяни — 39 %